# Temnothorax mongolicus
Temnothorax mongolicus (лат.) — вид мелких по размеру муравьёв рода Temnothorax  из подсемейства мирмицины (Formicidae). Название дано по месту первого обнаружения (Монголия).

## Распространение
Восточная и Центральная Азия: Россия (Амурская и Читинские области), Монголия, Китай, КНДР.

## Описание
Мелкие желтовато-коричневые муравьи (2—3 мм). Скапус усика короткий. Голова овально-удлинённая, метанотальное вдавление слабое, заднегрудь угловатая, с короткими проподеальными шипиками. Грудь и голова сверху с редуцированной скульптурой. Усики 12-члениковые. Вид был впервые описан в 1969 году в качестве подвида под первоначальным названием Leptothorax serviculus subsp. mongolicus Pisarski, 1969, в 1994 году повышен в статусе до отдельного вида.